# Hiroki Oka
Hiroki Oka (岡 大生, Oka Hiroki) est un footballeur japonais né le 18 avril 1988 dans la préfecture d'Aichi. Il évolue au poste de gardien de but.